# Kanton Bourg-Argental
Der Kanton Bourg-Argental war bis 2015 ein französischer Wahlkreis im Arrondissement Saint-Étienne, im Département Loire und in der Region Rhône-Alpes. Er umfasste die Wahlberechtigten aus acht Gemeinden, Hauptort war Bourg-Argental. Vertreter im conseil général des Départements war zuletzt Bernard Bonne.

## Gemeinden
| Gemeinde                   | Einwohner Jahr | Fläche km² | Bevölkerungsdichte | Code INSEE | Postleitzahl |
| -------------------------- | -------------- | ---------- | ------------------ | ---------- | ------------ |
| Bourg-Argental             | 2933 (2013)    | –          | – Einw./km²        | 42023      | 42220        |
| Burdignes                  | 345 (2013)     | –          | – Einw./km²        | 42028      | 42220        |
| Colombier                  | 298 (2013)     | –          | – Einw./km²        | 42067      | 42220        |
| Graix                      | 151 (2013)     | –          | – Einw./km²        | 42101      | 42220        |
| Saint-Julien-Molin-Molette | 1235 (2013)    | –          | – Einw./km²        | 42246      | 42220        |
| Saint-Sauveur-en-Rue       | 1133 (2013)    | –          | – Einw./km²        | 42287      | 42220        |
| Thélis-la-Combe            | 171 (2013)     | –          | – Einw./km²        | 42310      | 42220        |
| La Versanne                | 364 (2013)     | –          | – Einw./km²        | 42329      | 42220        |